# Stobbe

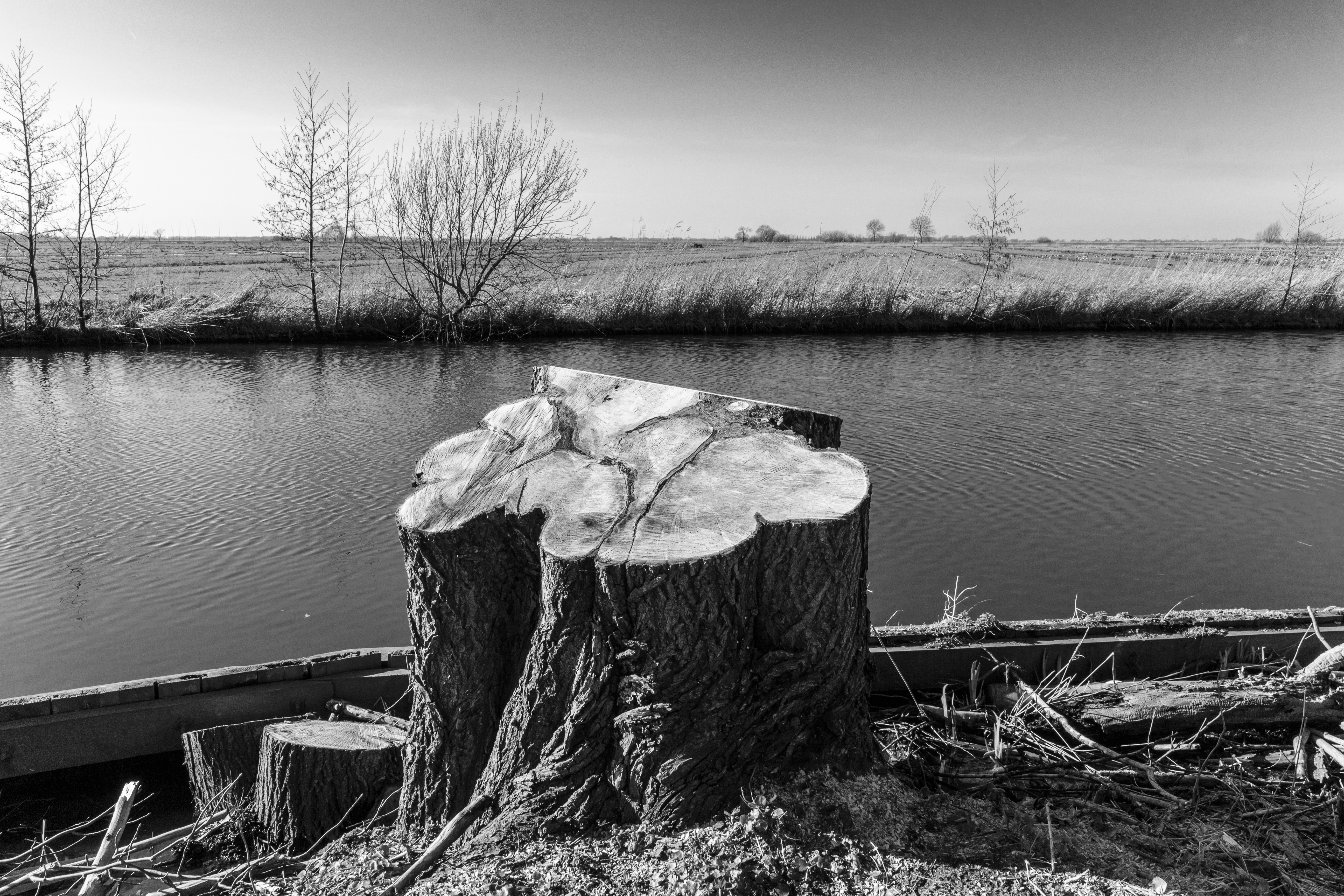
Stobbe

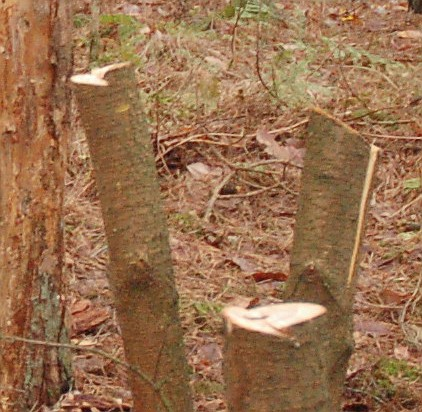
Stobben van een Amerikaanse vogelkers

Een stobbe, ook wel boomstronk of boomstomp genoemd, is het onderste deel van de stam van een boom met de wortels, dat overblijft na afkappen of snoeien of kappen.

## Opnieuw uitlopen
Sommige planten lopen weer uit, zelfs als deze tot op de grond zijn afgezaagd. Soms is dit gewenst bij de snoei of bij hakhoutbossen, soms echter niet zoals bij de bestrijding van de Amerikaanse vogelkers. Men kan dan een bestrijdingsmiddel zoals glyfosaat gebruiken of het cambium verwijderen. Ook kan de stobbe worden vernietigd met een stobbenfrees, een speciale machine waarmee alle resten van stobbe en boomwortels tot op een diepte van een meter kunnen worden versnipperd.